# Albert Sant i Alentà
Albert Sant i Alentà (Sabadell, 27 d'octubre de 1933) va ser un ciclista català que fou professional entre 1952 i 1964. El seu pare i el seu germà Pere també van córrer professionalment.
Durant la seva carrera esportiva aconseguí algunes victòries, destacant el campionat d'Espanya en Pista americana (1953), vencedor d'una etapa de la Volta a Catalunya de 1954, guanyador d'un Campionat Espanya per Regions (1957) o guanyador de la primera edició de la Volta a La Rioja (1957).

## Palmarès
- 1950
  - Vencedor del 1r Gran Premi d'Òdena.
- 1952
  - Vencedor 50 aniversari Campionat d'Espanya
  - 2n del Campionat del Vallès Oriental
  - 3r als Jocs Ibèrics
- 1953
  -  Campió d'Espanya en Pista (americana) amb el seu germà Pere.
  - Vencedor Gran Premi Festes de Figueres
  - Vencedor Gran Premi Sitges
  - 2n al Campionat de Terrassa
  - 3r de Barcelona-Mollerussa
- 1954
  - Guanyador del Campionat de Catalunya
  - Guanyador del Campionat de Sabadell
  - Vencedor de la 3a etapa de la Volta a Catalunya i 2n a la general
  - 2n d'una etapa de la Volta a Mallorca
  - 2n del Gran Premi Festes de Figueres
- 1956
  - 2n del Campionat del Catalunya
- 1957
  - 1r a la Volta a La Rioja
  - 1r al Campionat d'Espanya per Regions
  - Vencedor de dues etapes de la Volta a Colòmbia
  - 2n d'una etapa de la Volta a Espanya
- 1958
  - Vencedor d'una etapa de la Volta del Sud-est d'Espanya
  - 2n del Gran Prix de Sête
- 1960
- 2n del Gran Premi de Vinaròs
- 1961
  - 2n del Campionat de Sabadell
- 1962
  - Vencedor d'una etapa de la Volta a Andalusia

### 1953Campionat d'Espanya en pista (americana)
La cursa es va fer al pavelló d'esports de Barcelona l'agost del 1953. Hi van participar entre 14 i 16 equips. Entre els més destacats Miquel Poblet - Bernardo Ruiz, els germans Timonet (un d'ells campió del món de trasmoto), els germans Saura, Crespo i els germans Pere i Albert Sant. La cursa era de 100 km i els germans Sant es van imposar amb un temps de 2h 11min.

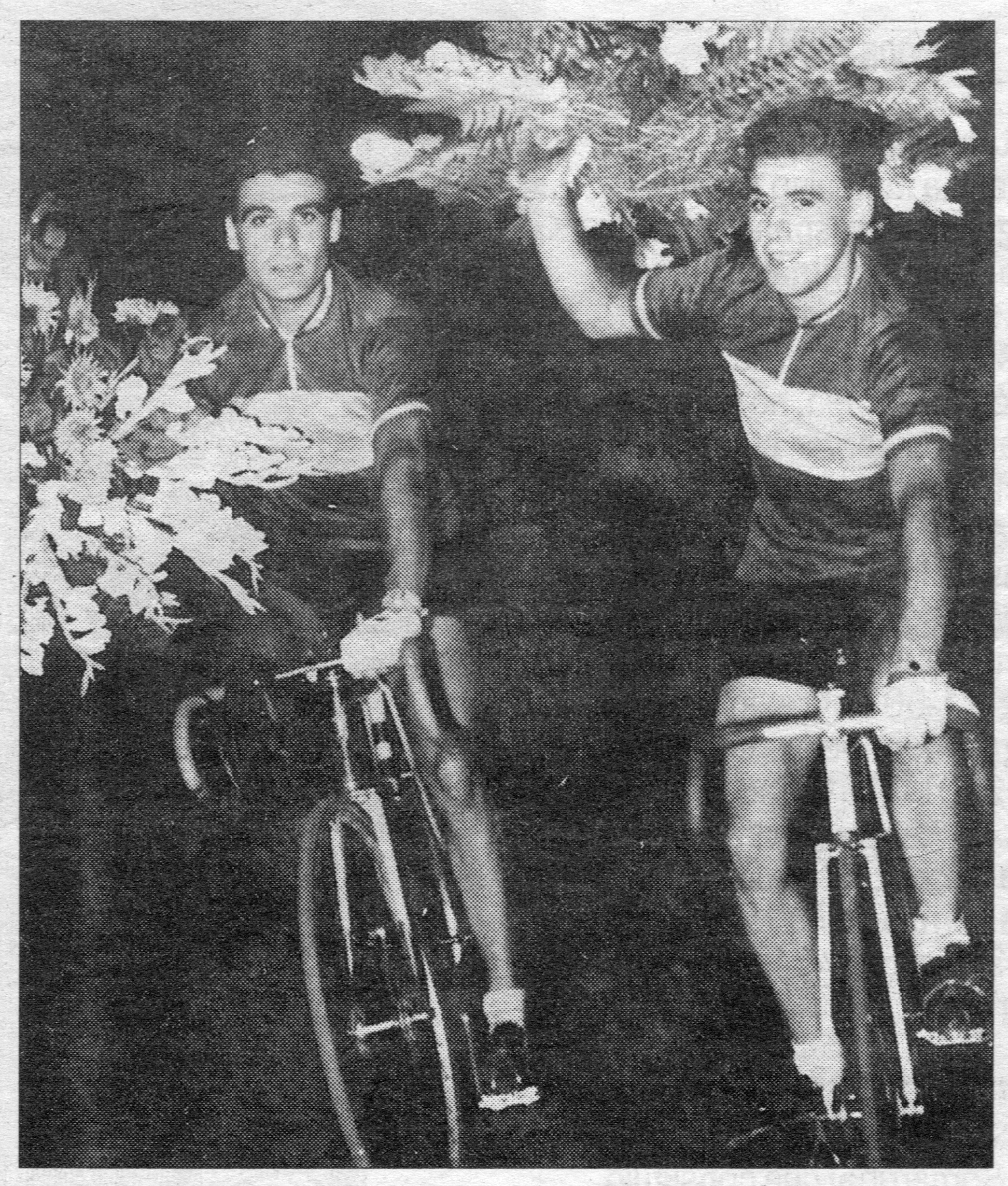
Els germans Pere i Albert Sant Alentà, vencedors del campionat d'Espanya en pista americana de l'any 1953.

### 1954 Volta a Catalunya
L'Albert Sant hi va participar amb el maillot de la Penya Solera. La volta a Catalunya es va desenvolupar entre el 5 i el 12 de setembre (de diumenge a diumenge). La 1a etapa etapa es feia sempre a la ciutat de Barcelona i consistia en una sèrie de voltes pel circuit de Montjuïc durant el matí (la va guanyar en Serra). A la tarda es va fer la 2a etapa (de Barcelona a Manresa) passant pels Brucs, Collbató i Sant Vicenç de Castellet (62 km). L'endemà dilluns 3a etapa, de Manresa a Figueres (l'etapa més llarga que s'ha fet a la Volta amb 274 km). De bon matí, just clarejant, van sortir de Manresa cap a Montserrat i després cap a Can Massana, seguint la ruta cap a Martorell i Terrassa. En Chacón es va escapar en aquest punt i Sant, Serra i l'italià Serena li van anar al darrere. A l'Albert Sant li hauria fet il·lusió ser el primer a Sabadell (la seva ciutat natal) però va ser en Chacón qui va passar davant. Van seguir cap a Granollers i Mataró. A Mataró es va fer una parada tècnica de 20 minuts, per rentar-se i menjar. Després sortien amb el temps que tenien en arribar. En Chacón es va anar quedant enrere i Serra, Sant i Serena van anar tirant amb força. En arribar a Figueres l'Albert Sant va treure uns metres en l'sprint guanyant la 3a etapa. L'endemà va sortir amb el maillot verd de líder (el verd identificava el líder dels independents). El vencedor de la 4a etapa (Figueres - Puigcerdà) va ser Corrales. Poblet va guanyar en 4 etapes (triomf seguit en les 3 darreres). El vencedor de la Volta a Catalunya 1954 va ser l'italià Walter Serena.

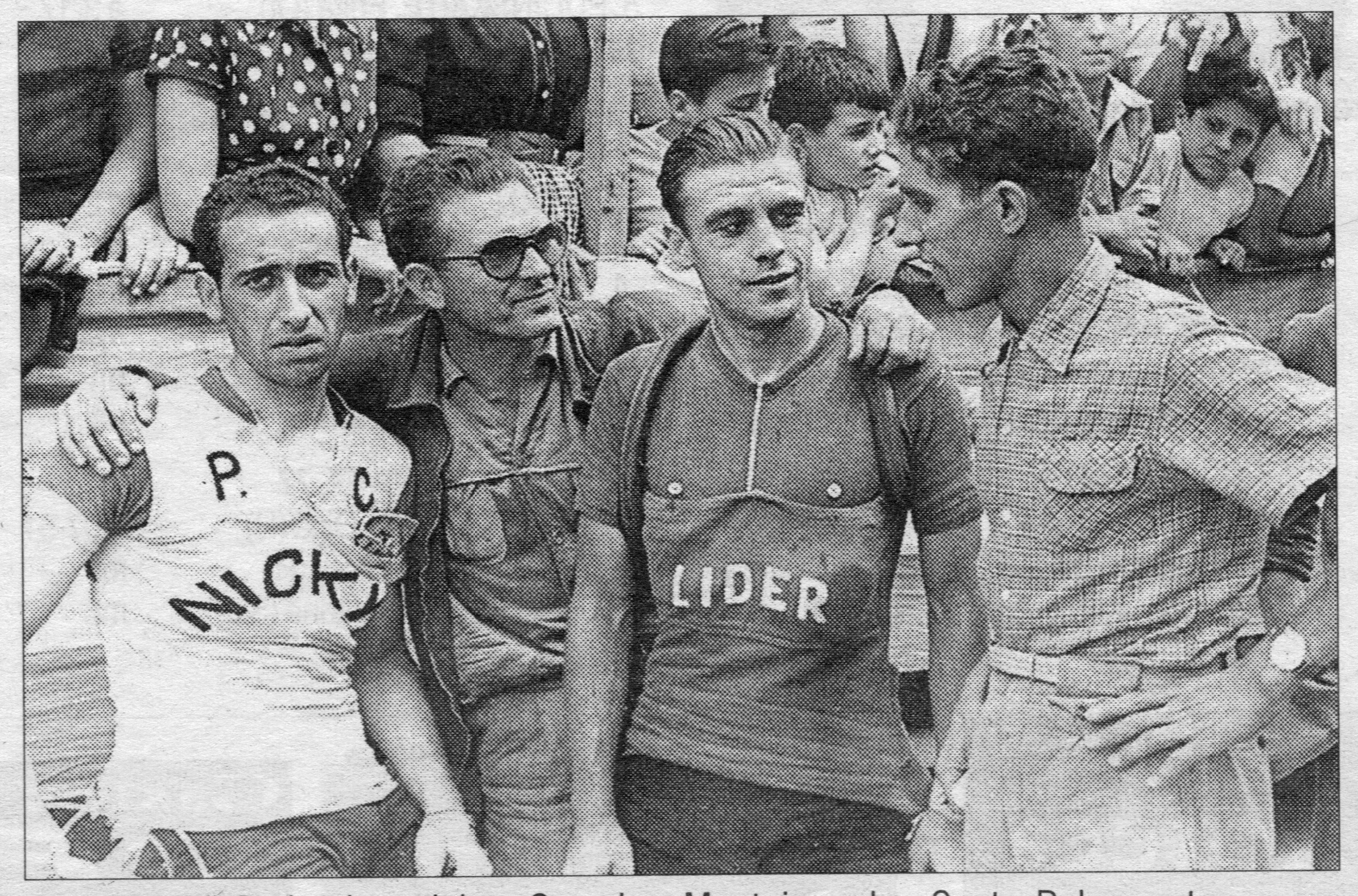
Arribada a Puigcerdà (final de la 4a etapa). D'esquerra a dreta: Corrales (vencedor de l'etapa), Mostajo (pare), Albert Sant (amb el maillot verd de líder) i Bahamontes
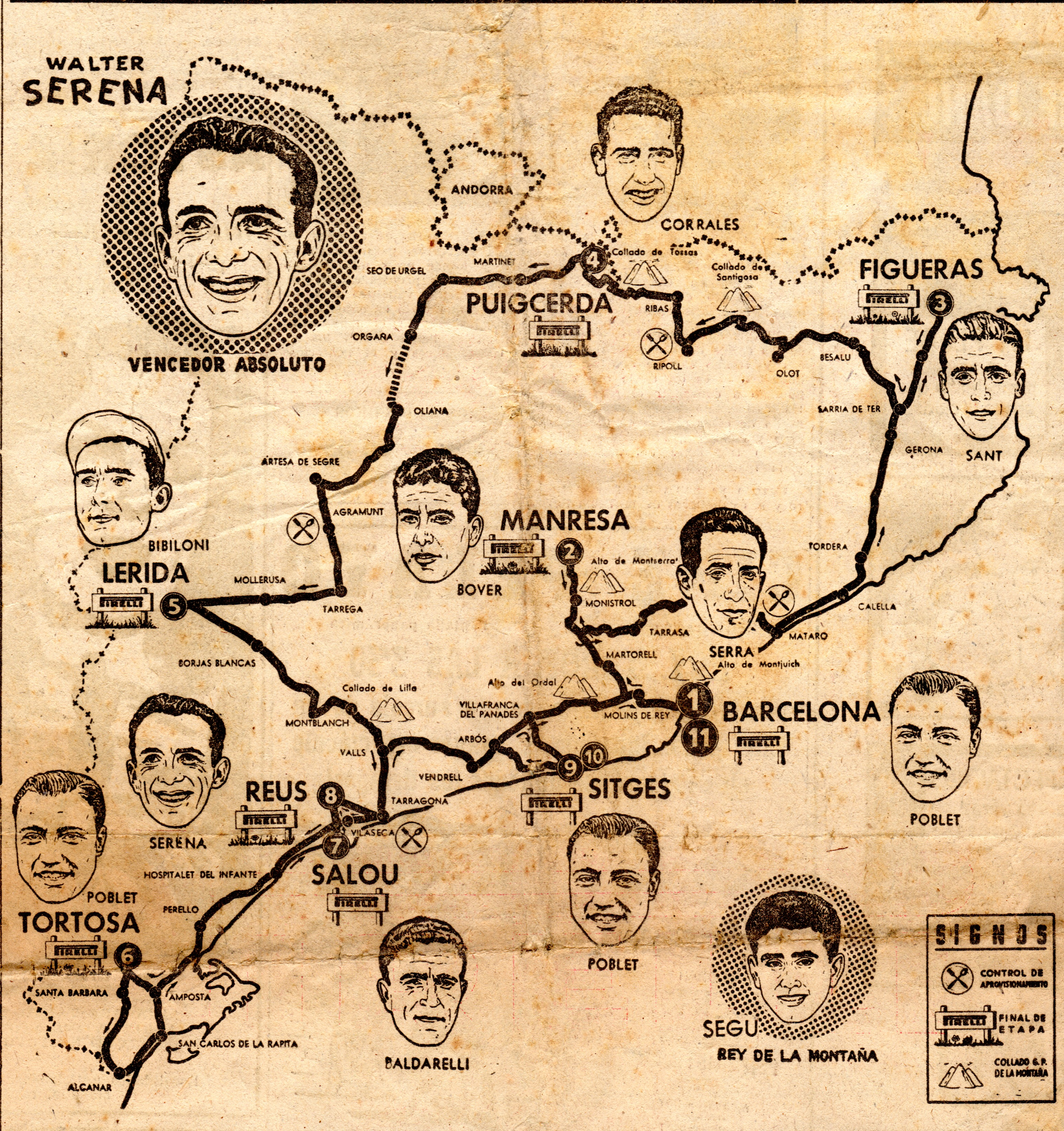
Volta a Catalunya 1954. Vencedors per etapes.
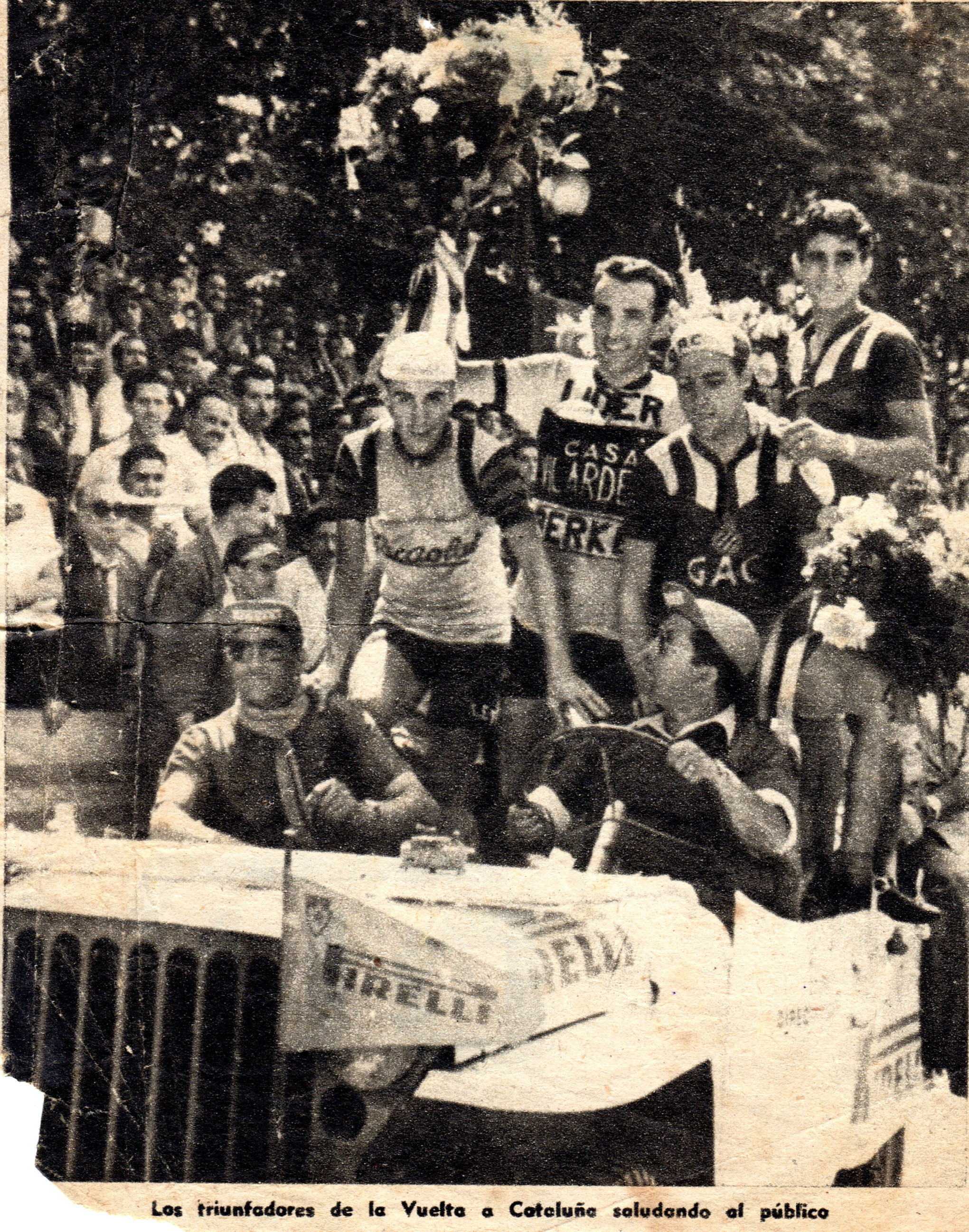
Volta a Catalunya 1954. Els triomfadors saluden al públic aplegat a Montjuïc. D'esquerra a dreta (drets): Albert Sant, Serena, Poblet i Segú.

### Resultats a la Volta a Espanya
- 1957. 14è de la classificació general
- 1958. Abandona
- 1961. Abandona